# Blodsorden
Blodsorden (tyska Blutorden), officiellt Utmärkelse till minnet av den 9 november 1923 (Medaille zur Erinnerung an den 9. November 1923), var en nazitysk medalj som utdelades till minne av den misslyckade ölkällarkuppen. Medaljen utdelades företrädesvis till nazister som ansågs ha genomlidit någon form av politiskt martyrium, till exempel fängelsestraff.

## Utseende
Medaljens avers visar en örn med en lagerkrans i sina klor och orden 9. NOV. och MÜNCHEN 1923–1933. Reversen visar Feldherrnhalle med ett strålande hakkors och inskriften UND IHR HABT DOCH GESIEGT (Svenska: OCH NI HAR ÄNDOCK SEGRAT).

## Mottagare nr 1–10
| Nummer      | Namn              |
| ----------- | ----------------- |
| utan nummer | Adolf Hitler      |
| 1           | Ernst Röhm        |
| 2           | Rudolf Hess       |
| 3           | Heinrich Himmler  |
| 4           | Josef Seydel      |
| 5           | Fritz von Kraußer |
| 6           | Emil Ketterer     |
| 7           | Wilhelm Brückner  |
| 8           | Adolf Hühnlein    |
| 9           | Joseph Berchtold  |
| 10          | Sepp Dietrich     |

## Övriga mottagare av medaljen i urval
- Eleonore Baur
- Ernst Kaltenbrunner
- Hermann Kriebel
- Emil Maurice
- Alfred Rosenberg